# Vasavad
Vasavad o Wasavad o Wassawad fou un estat tributari protegit a l'agència de Kathiawar, prant de Sorath, presidència de Bombai. Està format per 4 pobles amb 8 tributaris propietaris separats. La superfície era de 176 km² i la població el 1881 de 3.833 habitants.
Els ingressos estimats eren de 2000 lliures i pagava un tribut de 76 lliures al govern britànic.